# Разбойна (Бургаська область)
Разбо́йна (болг. Разбойна) — село в Бургаській області Болгарії. Входить до складу общини Руєн.

## Населення
За даними перепису населення 2011 року у селі проживали 817 осіб.
Національний склад населення села:
| Національність   | Кількість осіб | Відсоток |
| ---------------- | -------------- | -------- |
| турки            | 19             | 76,0%    |
| болгари          | 5              | 20,0%    |
| цигани           | 0              | 0%       |
| Всього відповіли | 25             |          |

Розподіл населення за віком у 2011 році:
Динаміка населення: